# Eduard Martirul
Eduard Martirul (n. 963 d.Hr. – d. 18 martie 978 d.Hr., Purbeck Hills⁠(d), Anglia, Regatul Unit) a fost regele Angliei din 975 până la moartea sa în 978. Eduard a fost fiul cel mare al regelui Edgar, dar nu a fost recunoscut ca moștenitor al tatălui său. La moartea lui Edgar, conducerea Angliei a fost contestată, cu unele susțineri pentru Eduard pentru a-l sprijini să fie rege și alte susțineri pentru fratele său vitreg mai mic, Ethelred, care era recunoscut ca fiul legitim al lui Edgar. Eduard a fost ales rege și a fost încoronat de către principalii susținători ai săi: arhiepiscopul Dunstan și Oswald de Worcester.
Atunci când marii nobili ai regatului, Ælfhere și Æthelwine, s-au certat, războiul aproape izbucnise. În așa numita reacție anti-monastică, nobilii au profitat de slăbiciunea lui Eduard pentru a-l deposeda de mănăstirile benedictine de pe terenurile și proprietățile lor, precum și de alte domenii pe care regele Edgar le acordase vasalilor săi.
Scurta domnie a lui Eduard a luat sfârșit atunci când a fost asasinat la Castelul Corfe în circumstanțe incerte. Trupul său a fost înmormântat cu mare ceremonie la Abația Shaftesbury la începutul anului 980. În 1001 rămășițele sale au fost mutate într-un loc mai important în mănăstire, probabil, cu binecuvântarea fratelui său vitreg, regele Ethelred. Eduard a fost socotit ca sfânt și canonizat.